# Jean Victor Marie Moreau
Jean Victor Marie Moreau (ur. 14 lutego 1763 w Morlaix, zm. 2 września 1813 w Lounach) – jeden z bardziej znaczących francuskich generałów okresu Rewolucji Francuskiej oraz Konsulatu, przeciwnik i rywal Napoleona Bonapartego.

## Życiorys
Moreau był synem adwokata. Od 1778 studiował prawo w Rennes i został tam urzędnikiem sądowym. Po wybuchu wojny w 1792 został wybrany do dowodzenia batalionem ochotników, wziął udział w działaniach zbrojnych w 1792 pod rozkazami gen. Dumourieza. W 1793 jako generał brygady kierował atakiem na wojska pruskie pod Pirmasens. W 1794 jako generał dywizji zdobył Menin, zmusił obrońców Ieper do kapitulacji, wreszcie zajął Brugię. W 1795 pod rozkazami gen. Pichegru dowodził lewym skrzydłem podczas zdobywania Holandii. Zwyciężył 3 grudnia 1800 roku pod Hohenlinden, zmuszając cesarza Franciszka II do zawarcia rozejmu.

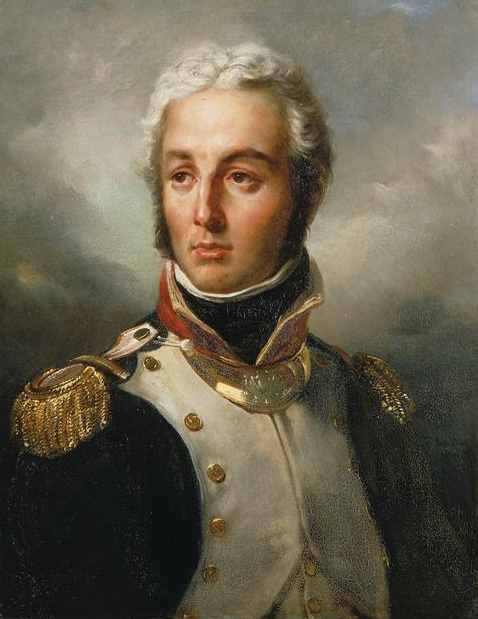
Portret
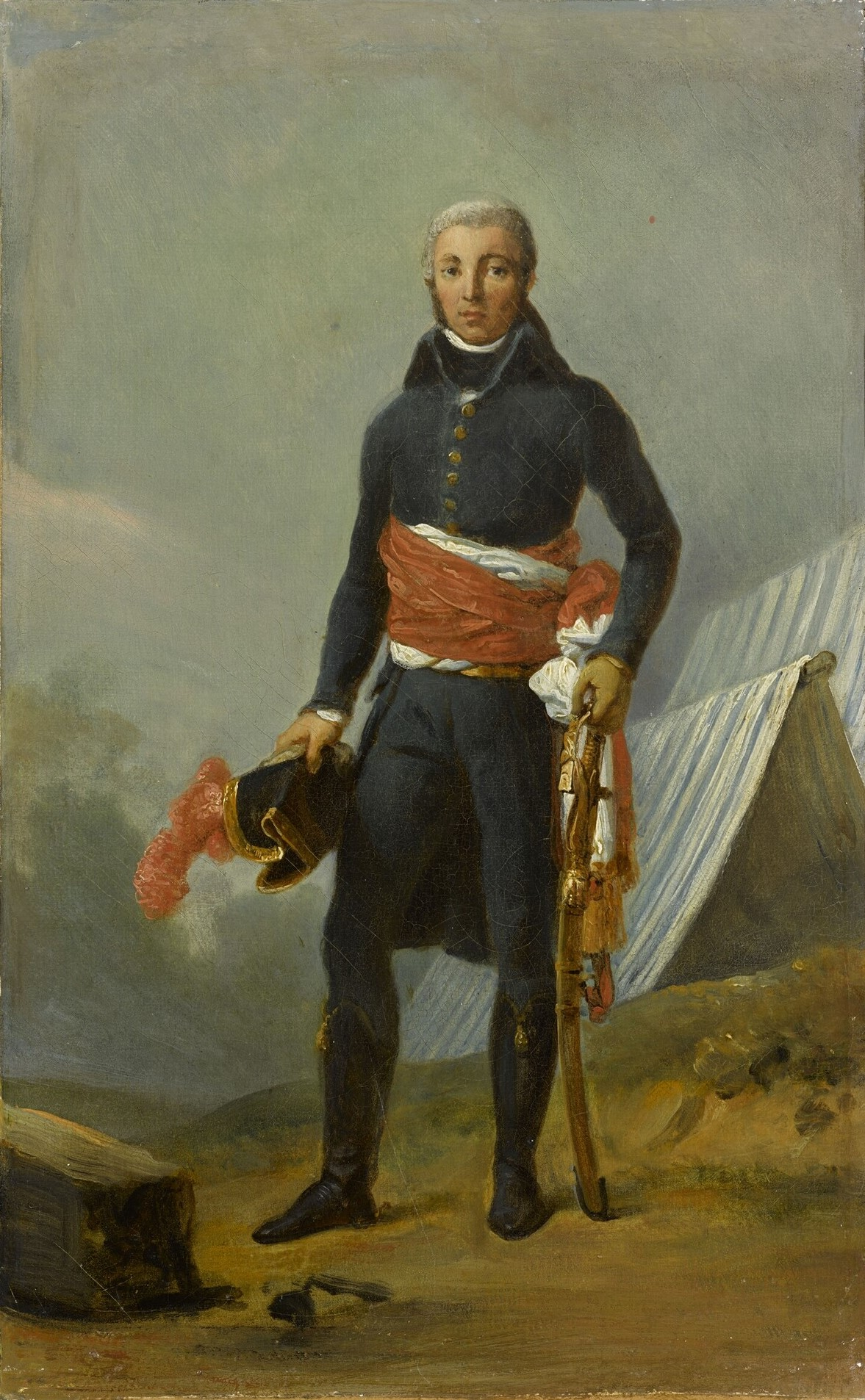
Portret
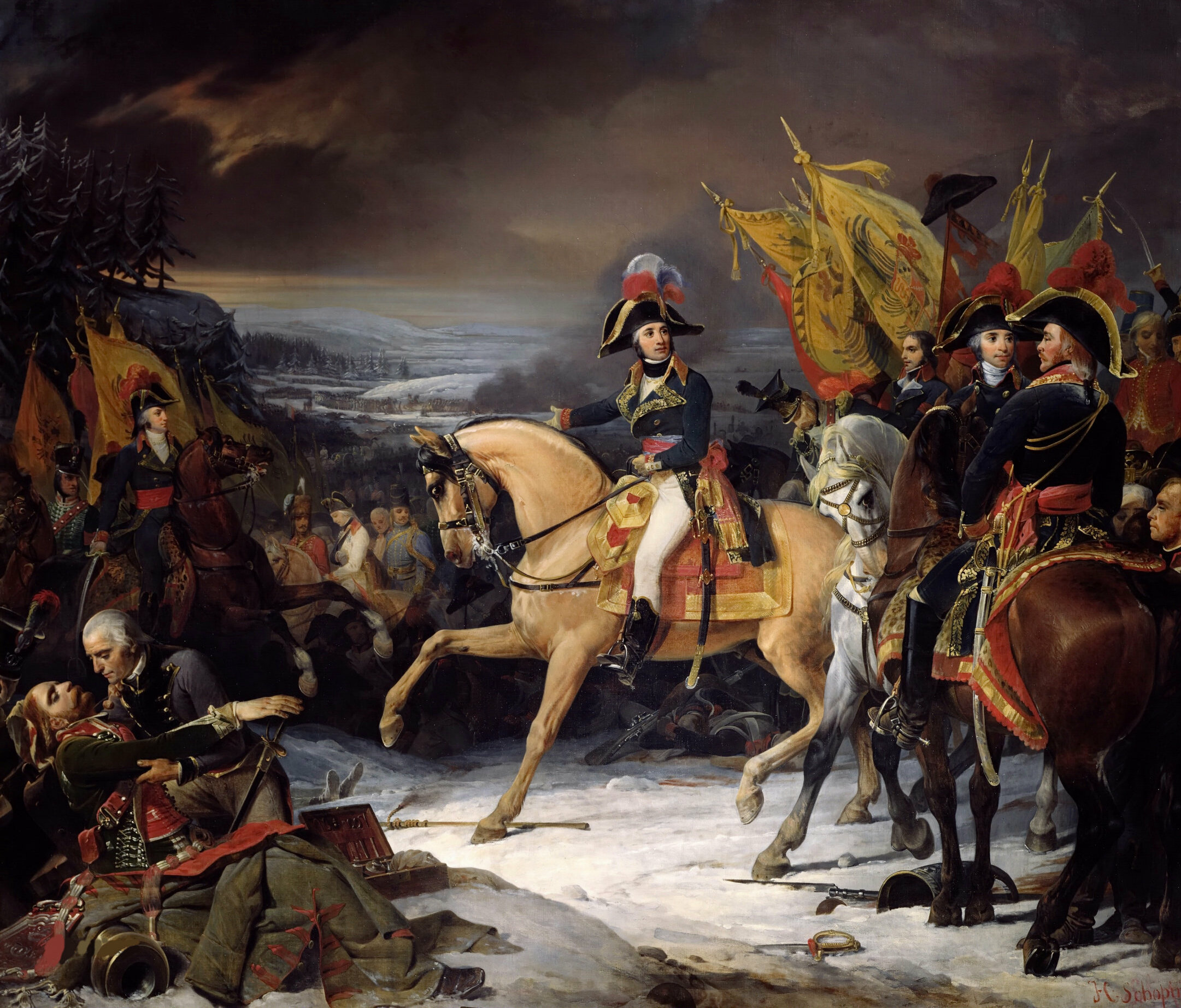
Moreau pod Hohenlinden